# Glassjaw
Glassjaw (a menudo escrito glassJAw o GlassJaw) es una banda fundada en 1993 en Long Island, Nueva York por Daryl Palumbo y Justin Beck.
Recientemente, la comparación de Glassjaw con Deftones los ha unido en una gira a través de Estados Unidos, e incluso llegaron a salir de gira por Europa con Soulfly. 
La banda es pionera en el post-hardcore de manera undergound, perteneciente a la escena musical del hardcore en Nueva York, con elementos de Youth Crew. Además de destacarse por sus presentaciones en vivo, y teniendo frecuentes cambios de integrantes. Glassjaw cita a Faith No More, en especial a Mike Patton como su más importante influencia. Su estilo es clasificado como post-hardcore, hardcore punk, nu metal, metalcore, heavy metal, rock progresivo, screamo y noise rock, con influencias de jazz, afrobeat, funk, punk, rock psicodélico, entre otros.

## Historia
GlassJAw comenzó en 1993 cuando a la edad de 14 años, Daryl Palumbo (vocalista) conoció a Justin Beck (guitarrista) en un campamento de verano local. Compartían aspiraciones musicales parecidas, e inmediatamente comenzaron a tocar juntos. Poco después, se añadieron más miembros, y se convirtieron en la banda que hoy conocemos actualmente. Tuvieron su primera actuación en una fiesta de un amigo para ser conocidos. Procedieron a editar su primera demo en 1994, que consistía en los temas Kira, Powertool, Hypocrite y I'm caught. Posteriormente, las cosas fueron a más a partir de aquí. Su primer "álbum", atrás en 1997, fue un EP llamado Kiss Kiss Bang Bang, en el sello discográfico de un amigo: Two Cents A Pop... Rápidamente subiendo su popularidad en la escena Nu metal de Long Island.
Durante los siguientes dos años, GlassJAw estuvieron ocupados sacando demo tras demo. Afortunadamente, el productor de Deftones y  Slipknot  Ross Robinson estaba buscando una nueva banda rompedora que fichase por su sello I AM, dentro de RoadRunner Records, y tuvo en sus manos unas 80 demos. Tras escuchar grupos de Adidas Rock poco convincentes, se decidió por GlassJAw, y en cuestión de minutos, empezó a localizar a estos nativos de Long Island para probar su talento.
Días después, asistió a una sesión de ensayo de GlassJAw. "Tocamos durante literalmente 30 segundos y él nos paró y dijo 'Tenéis un contrato desde ahora'. Pensamos que nos estaba echando - queríamos pegarle!" Ross fichó a GlassJAw, y los desplazó temporalmente al prestigioso estudio de grabación de "Metal Indigo Ranch", en el exuberante campo de Malibú, California. "El primer día de pre-producción, no teníamos ni idea de lo que nos esperaba", dijo Beck. "Empezamos la primera canción y Ross gritó "Alto! Alto!" Le dijo a Daryl "¿De que va esta canción?". Daryl le empezó a contar todo (mentiras) y empezamos a reirnos un poco. El paró las grabaciones y básicamente nos dejó claro que esto no era un chiste en absoluto. Esto era serio a muerte. Nos puso firmes. Le hizo contar exactamente a Daryl de lo que trataba la canción, que era extremadamente personal. Nos enseñó que cuanto más ocultes, más te engañas a ti mismo y más engañas a los demás".
A principios de mayo, el debut de GlassJAw, Everything You Ever Wanted To Know About Silence, llegó a las tiendas. Fue descrito en la etiqueta del disco como "Un espacio sonoro donde la belleza y el terror colisionan", algunos incluso les llamaban "La nueva apuesta". Una mezcla aturdidora de Pop y Metal. Este disco está consiguiendo críticas entusiastas, siendo reconocido como el mejor álbum/debut del 2000 incluso[cita requerida].

## Discografía

### Álbumes de estudio
- Everything You Ever Wanted to Know About Silence (2000, Roadrunner Records)
- Worship and Tribute (2002, Warner Bros. Records)
- Material Control (2017, Century Media Records)

### EP
- Kiss Kiss Bang Bang (1997, 2 Cents a Pop Records)
- El Mark (2005, Warner Bros.)
- Our Color Green (The Singles) (2011, Independiente)
- Coloring Book (2014

, Independiente)

### Demos
- Untitled (1994)
- Our Color Green in 6/8 Time (1996)
- The Impossible Shot (1996)
- Glassjaw/Motive Slipt (1996)
- Monster Zero (1999)
- The Don Fury Sessions (1999)

## Videografía
- Siberian Kiss (2000, Steve Pedulla)
- Pretty Lush (2000, Steve Pedulla)
- Cosmopolitan Bloodloss (2002, Patrick Hoelk)
- Ape Dos Mil (2003, Cooper Johnson y Jason Moyer)
- Tip Your Bartender (2003)

## Miembros

### Actuales
- Daryl Palumbo – voz (1993–presente)
- Justin Beck – guitarra (1999–presente), teclados, percusión (1993–presente), bajo (1998–1999)
- Manuel Carrero – bajo (1998–1999, 2004–presente)
- Durijah Lang – batería, percusión (1999–2000, 2004–presente)

### En el pasado
- Nick Yulico – guitarra (1993–1995)
- Kris Baldwin – guitarra (1995–1998)
- Brian Mehann – guitarra (1998)
- Mike Caleo – guitarra (1998)
- Todd Weinstock – guitarra, coros (1996–2004)
- Dave Buchta – bajo (1993–1994)
- Ariel Telford – bajo (1994–1998)
- Mat Brown – bajo (2001)
- Mitchell Marlow – bajo (2001)
- Dave Allen – bajo (2002–2004)
- Scottie Reddix – batería, percusión (1999)
- Stephan Linde – batería, percusión (1999)
- Sammy Siegler – batería, percusión (1999–2000)
- Larry Gorman – batería, percusión (2000–2004)

### Temporales
- Shannon Larkin – batería, percusión (2001)

Timeline